# Porque tengo tu amor
Porque tengo tu amor es el quinto álbum del grupo mexicano Los Caminantes, lanzado en 1984 por medio de Luna Records.

## Lista de canciones
| #  | Canción                      | Duración | Compositores              |
| -- | ---------------------------- | -------- | ------------------------- |
| 01 | "Porque tengo tu amor"       | 3:15     | Mario De Jesús Baéz       |
| 02 | "No Sigas Llorando"          | 2:42     | Fernando Z. Maldonado     |
| 03 | "Quiero Que Sepas"           | 2:55     | Guillermo Mejía Llosas    |
| 04 | "El Caimán"                  | 3:05     | José María Peñaranda      |
| 05 | "Dos Flores, Dos Amores"     | 2:47     | Agustín y Brígido Ramírez |
| 06 | "Tristes Recuerdos"          | 2:59     | Agustín y Brígido Ramírez |
| 07 | "Lloraremos Los Dos"         | 3:02     | Fernando Z. Maldonado     |
| 08 | "Grítenme Piedras Del Campo" | 3:05     | Cuco Sánchez              |
| 09 | "Baila Mi Cumbia"            | 2:52     | Antonio Gallardo Molina   |
| 10 | "Pajarillo Baranqueño"       | 2:37     | Alfonso Esparza Oteo      |

- Datos: Q4543271